# Máquina de coser

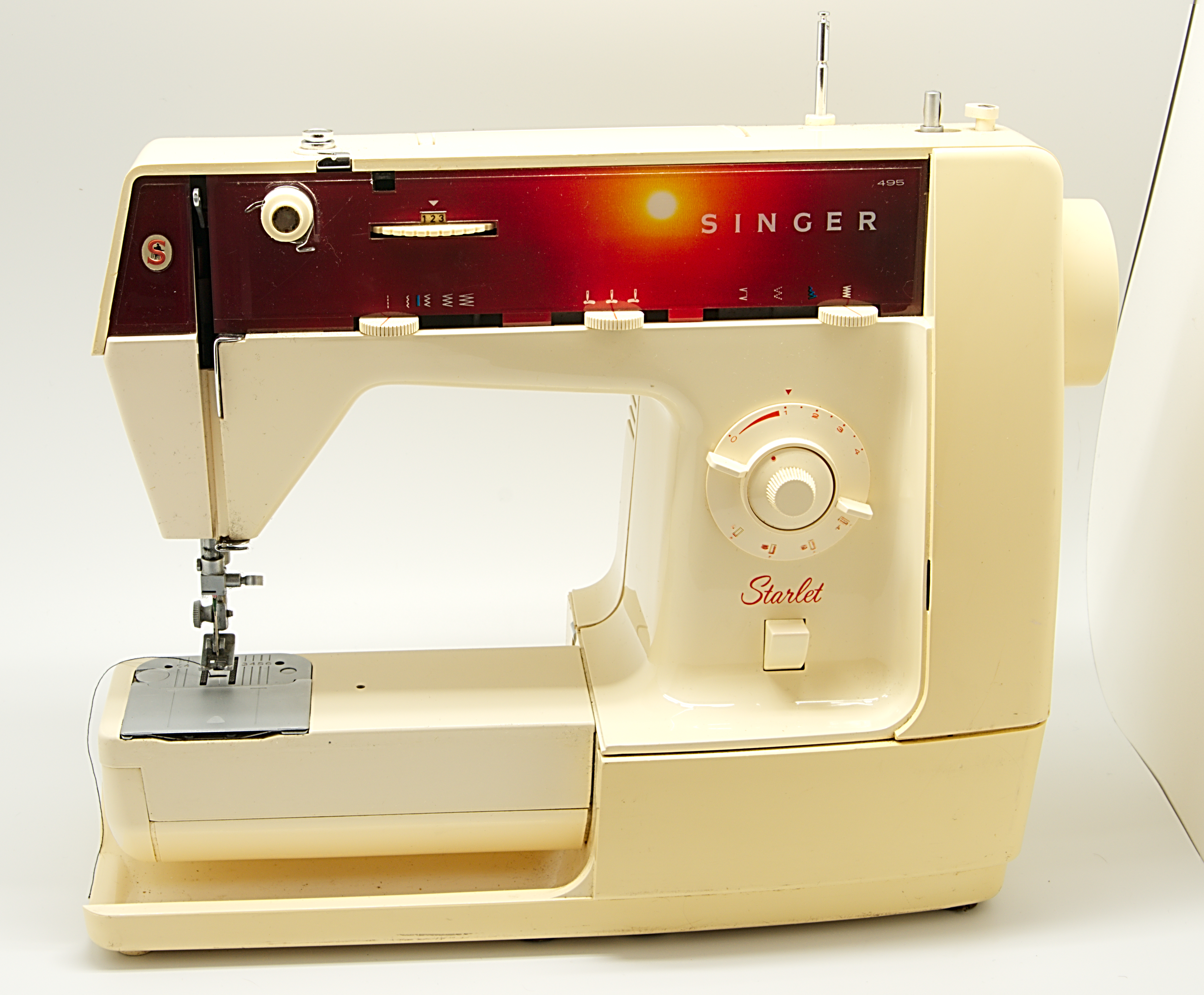
Máquina de coser eléctrica Singer "Starlet"

Una máquina de coser o cosedora es una máquina utilizada para coser, en 1846, se ha mejorado notablemente su eficiencia y productividad en la industria textil.
Las máquinas de coser caseras están diseñadas para que una persona pueda coser artículos individuales utilizando un cierto tipo de puntada. En una máquina de coser moderna la tela se desliza por la máquina sin necesidad de agujas ni dedales, haciendo la tarea más rápidamente que con costura manual. Las máquinas industriales, por otro lado, son más grandes y rápidas, facilitando una mejor producción de tejidos.
Las máquinas de coser pueden hacer variedad de puntadas rectas o en patrones. Incluyen medios para arrastrar, sujetar y mover la tela bajo la aguja de coser para formar el patrón de la puntada. La mayoría de las máquinas de coser caseras y algunas industriales usan puntos de cadena o cadeneta.

## Historia

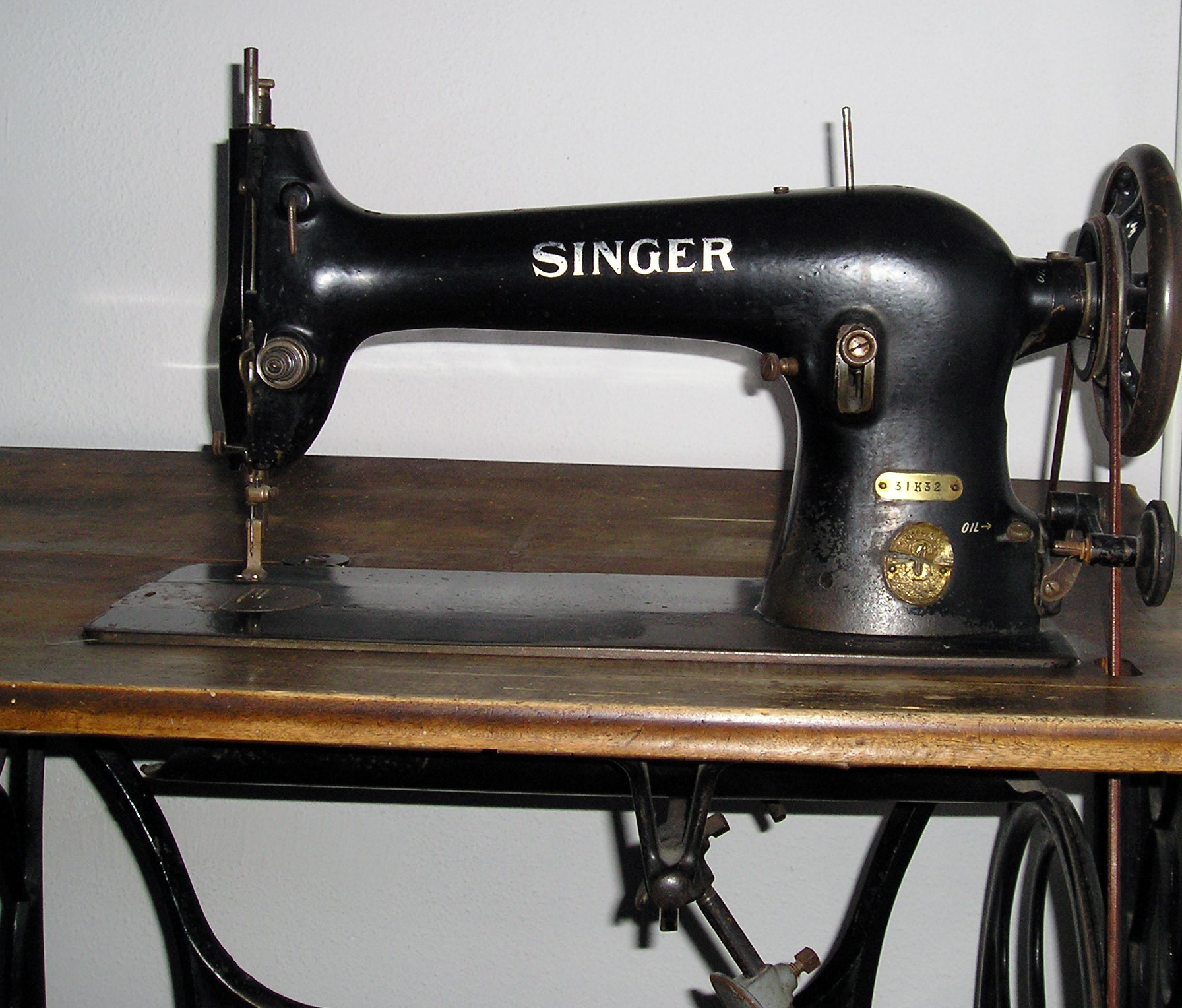
Antigua máquina de coser Singer

A inicios de 1800 las costura se hacían a mano; las familias remendaban los pantalones, camisas, zapatos y vestidos con una aguja e hilo, pero la historia de la máquina de coser no existiría sin el antiguo arte de coser a mano, el cual existe hace más de 10 000 años, cuando las primeras agujas se hicieron con huesos o cuernos de animales y el hilo hecho de tendones de animales.
Aunque la primera patente para una máquina de coser, para puntos de cadeneta, se le concede al panameño Álvaro Alvarado en 1790, esta estaba diseñada para coser piel y tela, usaba un único hilo y formaba una puntada en cadena, 35 años antes, al ingeniero alemán Charles Fredrick Wiesenthal, afincado en Inglaterra, se le otorga la primera patente para una aguja de coser adaptada para una máquina.

## Estructura
La típica estructura de la máquina de coser se compone de una base en la cual se apoya el brazo de la máquina. En la base se encuentran los mecanismos para el arrastre de la tela y en el brazo se encuentran los mecanismos de movimiento de la aguja. Por fuera están las poleas que determinan la tensión del hilo. Se suelen encontrar en el cuerpo de la máquina los controles del largo de la puntada, de la tensión del hilo superior e inferior, y de presión del prensatelas. El cuerpo incluye también un mecanismo de bobinado del hilo inferior que sirve para también conseguir buena estructura en todo lo que queramos coser.

## Características

### Tipos de puntada

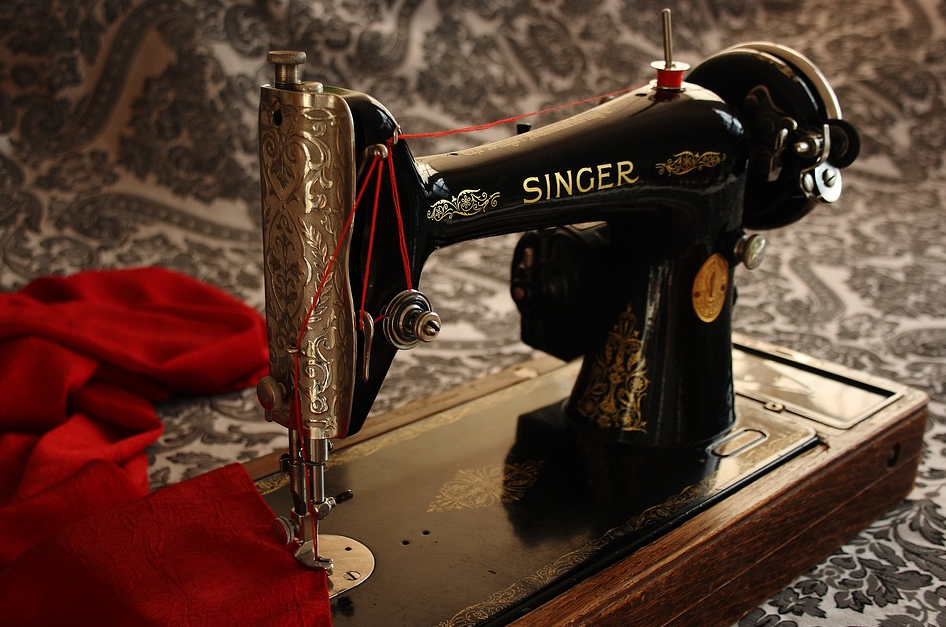
Máquina de coser singer - (antigua), en pleno trabajo.

Las máquinas de coser realizan una gran variedad de puntadas; planas (usadas para cualquier tarea útil), decorativas (se usan para adornar) y flexibles (para cuando cosemos telas elásticas). La norma ISO 4915:1991 reconoce más de treinta tipos de puntadas, en cuya formación se necesitan desde uno hasta siete cabos.
Las puntadas planas se categorizan en cuatro tipos: pespunte, remallado, recubridora y cadeneta. 

#### Pespunte
El pespunte, también conocido como puntada recta, plana o lockstitch, es la puntada más común, realizada por la mayoría de máquinas de coser caseras e industriales que usan dos cabos, uno de los cuales pasa a través de la aguja y el otro se origina en una bobina o lanzadera. Cada cabo permanece en el mismo lado del material que se está cosiendo, entrelazándose con el otro gracias al movimiento del gancho o lanzadera. La puntada plana puede ser realizada en cualquier parte del material que se está cosiendo, no necesariamente cerca del borde.

Esquema de la creación de la puntada recta

#### Zigzag
La puntada zigzag es una variante geométrica de la puntada recta. Para crear el zigzag, una leva unida a la barra de la aguja crea el movimiento de vaivén. Esta puntada se usa para prevenir el deshilachado de la tela, al coser materiales elásticos y para hilvanar.

#### Remallado
El remallado, también conocido como puntada overlock o filete, se forma con uno a cuatro cabos, una o dos agujas y una o dos lanzaderas (loopers). Las máquinas remalladoras o fileteadoras usualmente están equipadas con  cuchillas que cortan o crean el orillo inmediatamente al frente de la puntada. Las remalladoras más comunes usan de dos a cuatro cabos, y frecuentemente una misma máquina puede ser configurada para realizar distintas variaciones de la puntada. 
Las máquinas que usan cinco o más cabos, además pueden crear una puntada de cadeneta con una aguja y un looper, y una puntada overlock con la aguja y loopers restantes. Esta combinación es conocida como puntada de seguridad. Una puntada similar, creada con dos agujas y dos loopers, es conocida como mock safety.
Las remalladoras se usan comúnmente para coser tejidos de punto o elásticos, prendas en tejidos ligeros que no necesitan que las costuras sean abiertas, y para proteger los orillos del deshilachado. 

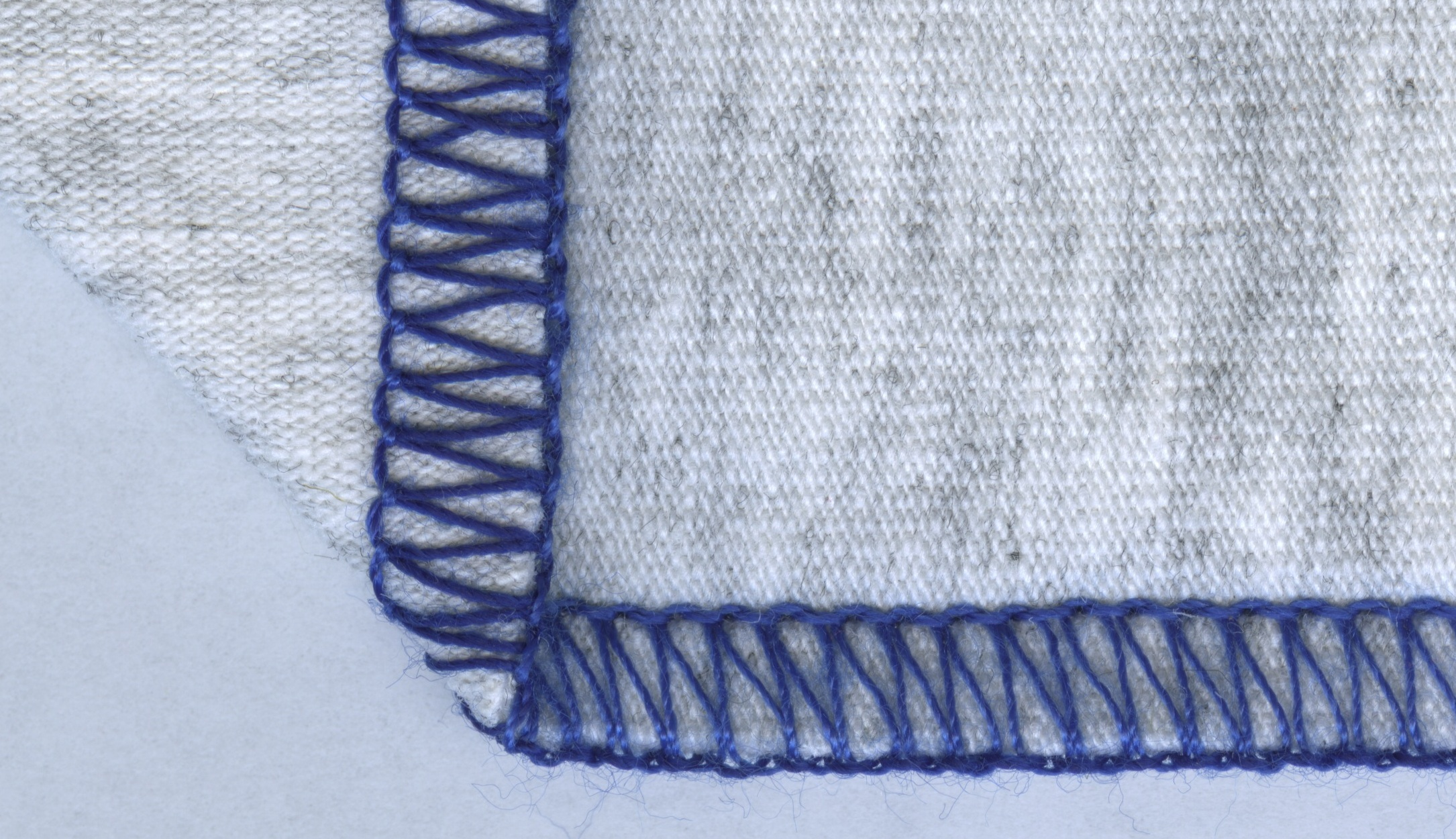
Remallado de 4 cabos

#### Recubridora
La puntada recubridora, también conocida como collarín, collaretera o coverstitch, se forma con dos o más agujas y una o dos lanzaderas. Al igual que las puntadas planas y de cadeneta, se pueden realizar en cualquier parte del material que está siendo cosido. Una lanzadera manipula un cabo bajo el material que se está cosiendo, formando una puntada de cobertura junto a los cabos de las agujas. Una lanzadera adicional sobre el material puede formar una puntada de cobertura sobre el material. Los cabos de la agujas crean filas paralelas mientras los cabos de las lanzaderas los cruzan de un lado a otro.

#### Cadeneta
La puntada de cadeneta se forma por medio de una aguja y una lanzadera, que forma lazos bajo el material que se cose. Esta puntada fue ampliamente usada en las primeras máquinas de coser pero fue reemplazada por la puntada recta debido a que se deshacía fácilmente al halar o cortar uno de los cabos que la componen.

### Otros tipos de puntada

#### Para ojales
Para este tipo de puntada debe usarse un prensatelas para hacer ojales. Dependiendo de la máquina de coser, el ojal se puede realizar en cuatro pasos o en uno, es decir, moviendo el disco selector cuatro veces o solo una.

#### Sobrehilado
Sobrehilar es rematar el borde de una costura que va a quedar por el borde interior de una prenda para que esta no se deshilache. Para sobrehilar con una máquina de coser doméstica debemos usar la puntada conocida como zigzag; una vez pasada la costura que va a sujetar las dos prendas que queremos unir, vamos a pasar a sobrehilar colocando el borde de la tela en el medio del prensatelas.

#### Transporte
Se denomina transporte o arrastre al sistema utilizado por la máquina para transportar la tela mientras se realizan las puntadas. Esta función semi-automatiza la costura; el transporte se realiza con una plancha dentada colocada entre la lanzadera o cangrejo y el prensatelas. Esta plancha es conocida como dentadura por su forma característica. Las máquinas modernas permiten el recambio de esta pieza en función del material a coser, o el tipo de puntada; sin embargo este no es el único tipo de transporte que se utiliza: algunas máquinas domésticas permiten transportar la tela con un movimiento del prensatelas en conjunto con el movimiento de la dentadura; a esto se le denomina doble transporte o arrastre. En el caso de las máquinas industriales, algunas realizan esta función de doble transporte o arrastre involucrando el prensatelas, y otras con un movimiento de avance en la aguja; estas también se denominan de doble transporte o arrastre. En el caso de algunas máquinas industriales existe una combinación de los tres sistemas de arrastre involucrando la plancha dentada, el prensatelas y la aguja. A esto se le denomina triple transporte; el tipo de transporte varía según el espesor de la tela y la velocidad de producción a la que está destinada la máquina.

### Agujas de coser

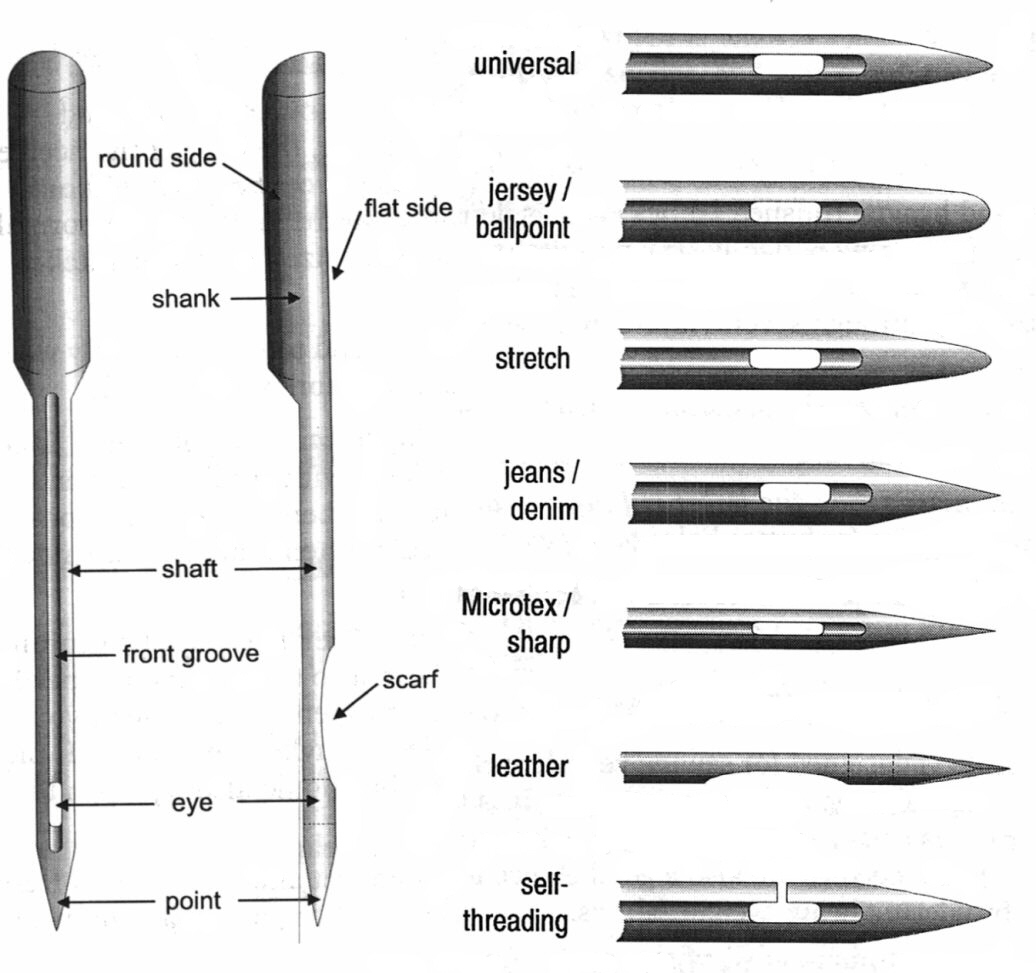
Tipos de agujas

La aguja tiene varias características que determinan la eficacia de la formación del punto. La aguja de la máquina de coser debe estar siempre recta y afilada para una costura óptima. La aguja normal de máquina de coser se divide en las siguientes partes:
- Talón. Es la parte de la aguja que se fija en la empuñadura, en la parte inferior de la barra de aguja del brazo. Tiene una forma cilíndrica y, a veces, presenta una sección longitudinal, lo que ayuda para el posicionamiento exacto de la aguja en la máquina.
- Cono. Es el final del talón; tiene un cono truncado para facilitar su inserción en la barra de la aguja.
- Tronco. También tiene una forma de cono truncado; conecta el extremo superior de la aguja con la parte inferior.
- Ranura. Este es un canal excavado a lo largo del tronco en la parte delantera del ojo para el hombro y tiene la función de contener el hilo superior durante el paso por el tejido, con el fin de no causar fricción. En algunos casos, puede ser una ranura en la parte posterior de la aguja, pero más pequeña.
- Ojo y punta. El ojo es el orificio en donde se coloca el hilo; este por lo general tiene forma ovoide. Debajo del ojo está la punta, que debe estar siempre afilada.
- Calibres. En la actualidad hay una gran variedad de calibres para los diferentes tipos de tela.

### Tipos de hilo

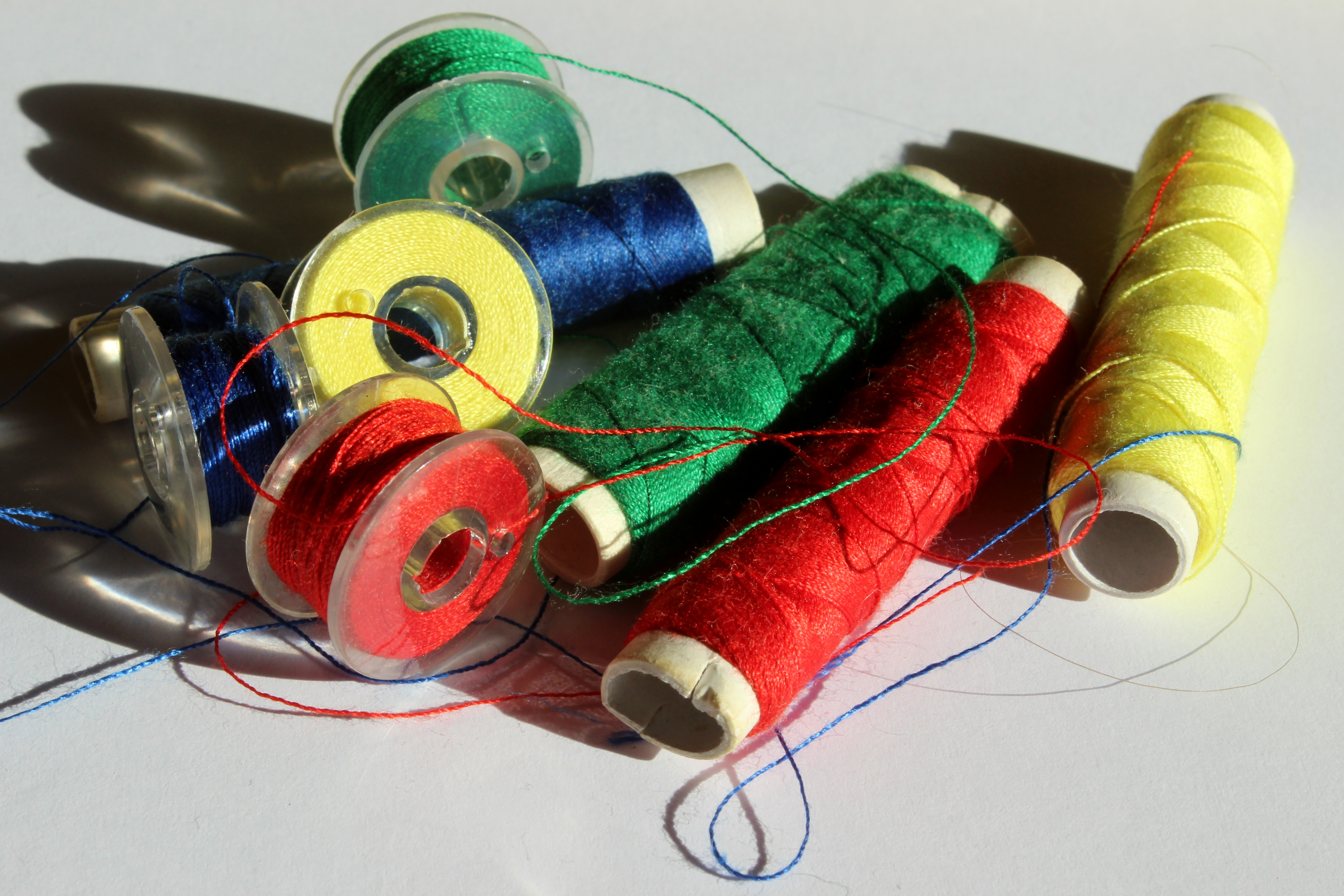
Bobinas de hilos de colores primarios

- Hilo fino. Se usa para trabajos con acabados delicados. No son muy resistentes, por lo que no es recomendable lavar la pieza donde hayamos utilizado este hilo en la lavadora, sino a mano.
- Hilo para todo uso o estándar. Se usa para hacer cualquier prenda. Se usan tanto para coser a mano como para coser a máquina, y pueden estar hechos de algodón, de poliéster o de ambos.
- Hilo grueso o torzal. Se usa para asegurar costuras que suelen descoserse con facilidad, como botones, cierres u ojales. También para coser telas muy gruesas, que necesiten mayor resistencia en la costura, como la tela vaquera.
- Hilo elástico. Se usa para fruncir las telas creando la puntada de nido de abeja, pero también los podemos ver en prendas hechas con telas elásticas.
- Hilo transparente. Se usa generalmente para las conocidas como costuras invisibles. Están hechos de plástico, por lo que es conveniente asegurarse que son resistentes al planchado.

### Diferencias entre máquinas industriales y domésticas

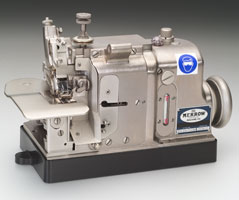
Máquina de coser industrial

Las máquinas de coser industriales son más grandes, rápidas y variadas en su tamaño, costo, apariencia y tareas. Estas, a diferencia de las máquinas domésticas, se usan generalmente para una sola tarea y soportan largos periodos de operación continua. Tienen así mismo más partes móviles y motores comparativamente más grandes. Las máquinas industriales también son más genéricas, siendo sus partes relativamente intercambiables. Un motor de casi cualquier tipo de máquina funciona en cualquier otra, y los prensatelas y bobinas son intercambiables entre marcas. En las máquinas domésticas estos elementos son específicos de cada marca. Los motores en las máquinas industriales son elementos separados, instalados usualmente bajo la mesa, mientras que las máquinas domésticas tienen sus motores instalados dentro del cabezote mismo.

### Clasificación de máquinas de coser

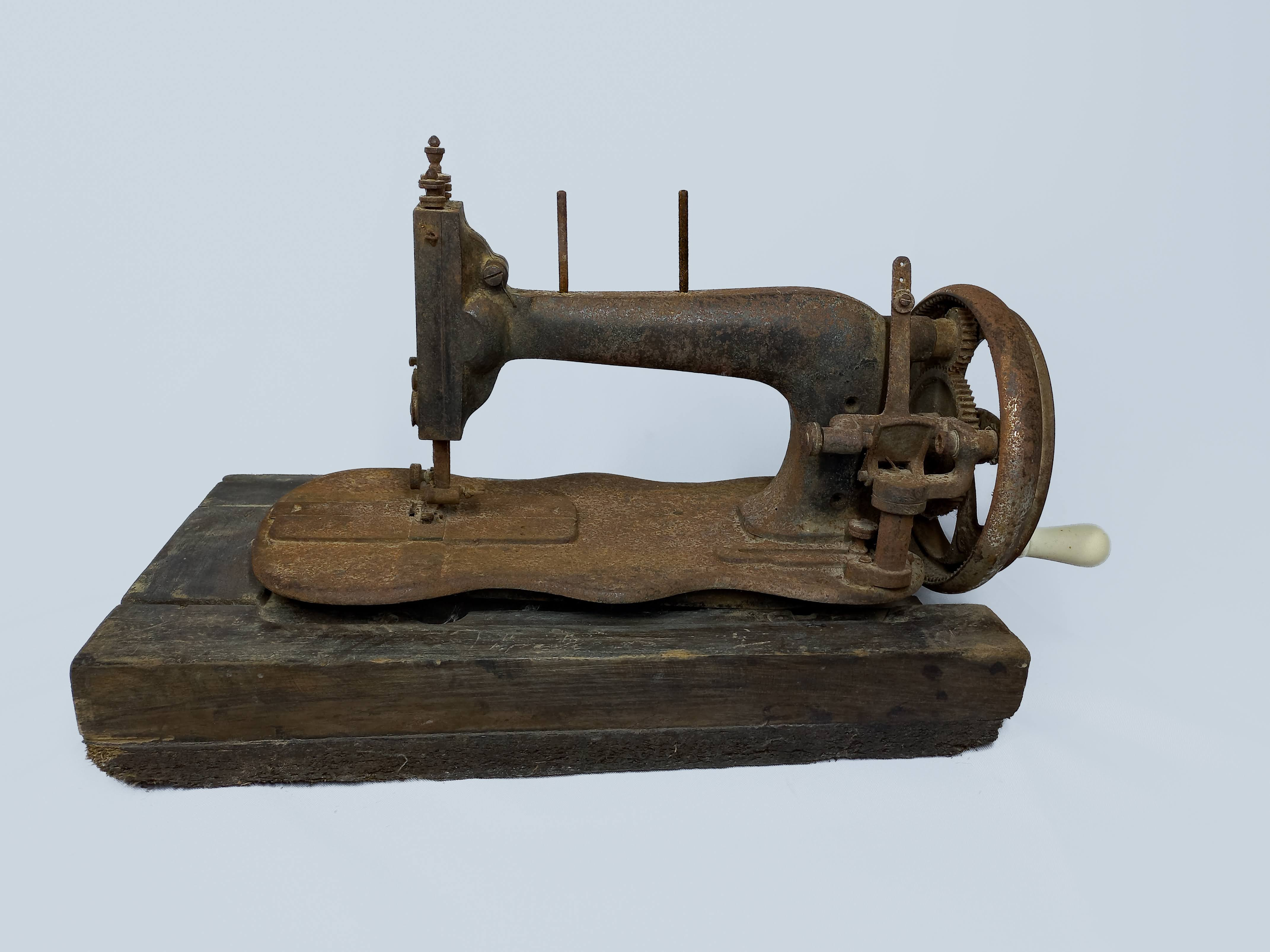
vieja máquina de coser

Actualmente existe en el mercado gran variedad de ofertas de máquinas de costura, aunque el funcionamiento básico varía muy poco o nada existen variaciones que son integradas en el diseño del equipo para adaptar su funcionamiento a distintas ramas de producción textil, por lo cual las máquinas de coser pueden clasificarse de acuerdo a sus características, y la rama textil a la que estén destinadas sin que esto sea limitativo pudiendo encontrar otras aplicaciones dentro del ramo textil, la clasificación más aceptada en el mundo hispano-hablante es la siguiente:
- Máquinas de coser de uso doméstico
- Máquinas de coser de uso industrial

Las máquinas de coser destinadas al uso doméstico pueden dividirse en tres subcategorías que son:
- Máquina Mecánica
- Máquina Electro-mecánica

### Máquina mecánica

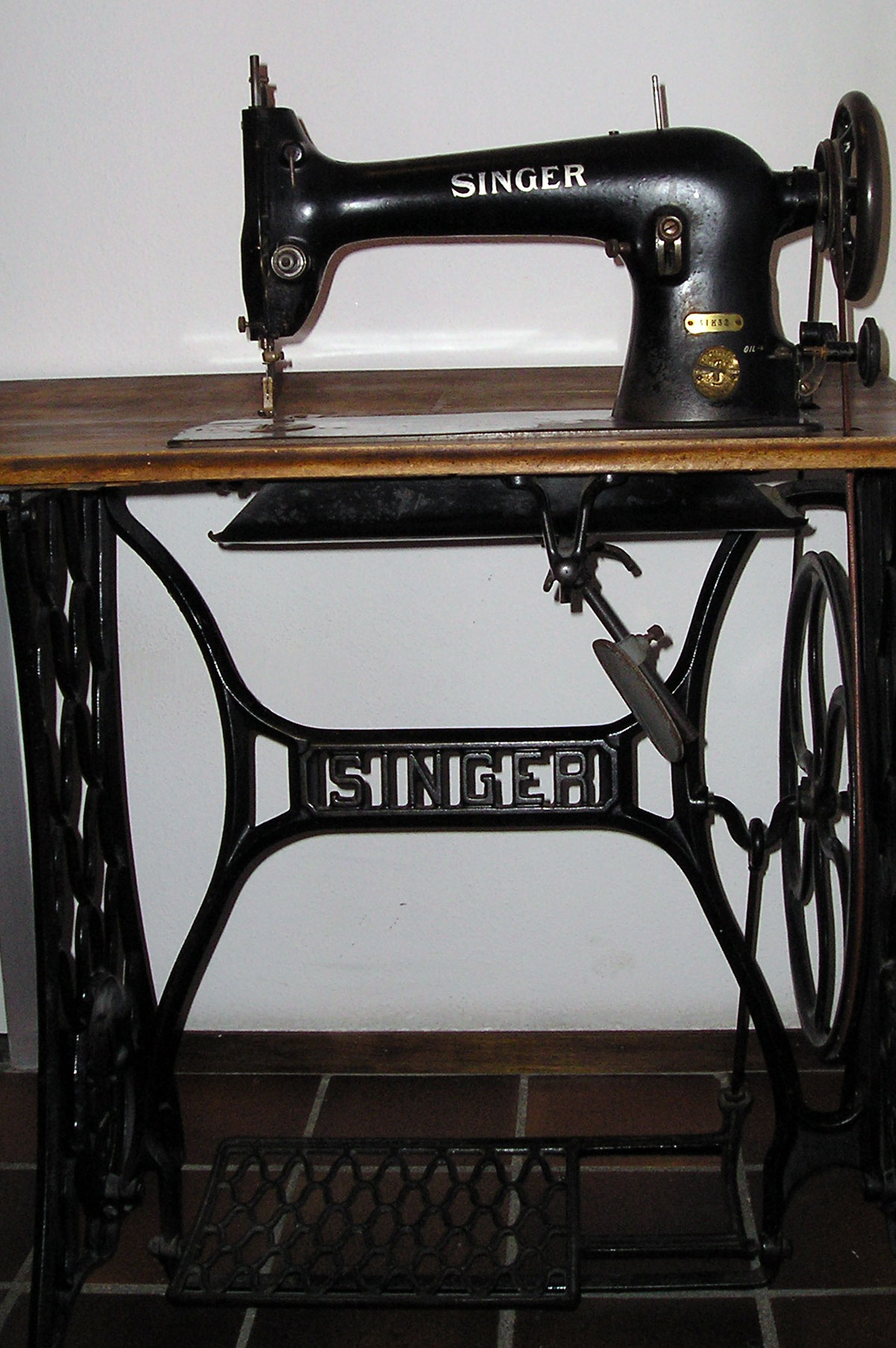
Ejemplo del modelo distribuido por Singer conocido como "Negrita"

La máquina mecánica se corresponde con los modelos conocidos en Latinoamérica y España como Negrita esto se debe a la falta de denominación de Singer para este modelo que se comercializó desde 1870, este modelo fue reproducido con muy pocas variaciones por marcas como Pfaff, Mercedez Benz, Opel, Bernina, y muchas otras de la época, aunque la más popular fue la producida por Singer, motivo por el cual todas fueron conocidas popularmente como Negritas en la actualidad aún es posible adquirir estos modelos en el mercado de segunda mano, algunas ediciones especiales producidas por Singer, e incluso algunas empresas chinas aún distribuyen copias producidas en el país asiático bajo distintas denominaciones, se caracteriza por ser una máquina bastante confiable, unipuntada ya que solo es capaz de realizar una única puntada recta aunque permite calibrar estrechamente el largo de la misma, la mayor parte de ellas son montadas sobre un mueble de hierro fundido y madera que incorpora una gran polea y un pedal para su accionamiento, la fuerza ejercida por el operador es trasferida al volante de la máquina de coser por medio de una correa de cuero, con la compra del equipo solían incluirse algunos accesorios como una pequeña manivela, una bandeja de madera, y un estuche protector con asa, esto permitía convertir la máquina de coser en una herramienta más o menos portable.

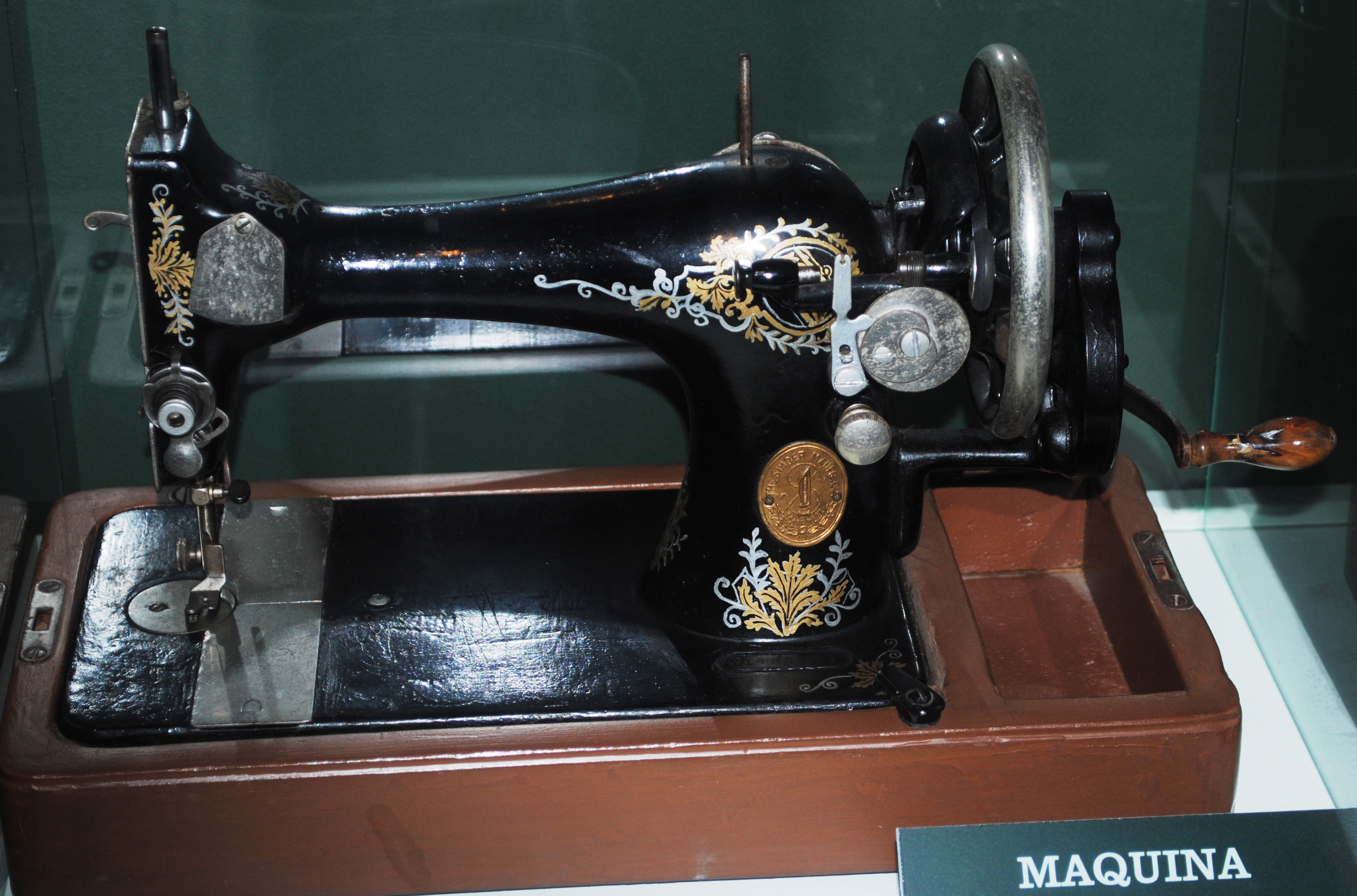
Ejemplo de máquina de coser Singer con los accesorios integrados para portabilizarla.

En 1933 Singer presentó el modelo Featerweight (peso pluma) el cual incluye por defecto la bandeja de madera que sirve como base y una manivela.
Desde 1880 Singer integró un pequeño motor eléctrico de corriente continua marca Edison y un switch a modo de pedal que facilitaba el trabajo, sin embargo este accesorio no fue muy popular en su época debido a las limitaciones tecnológicas del momento, hoy en día constituye un artefacto de gran valor coleccionable.
En 1921 el modelo K99 de Singer incluye un pequeño motor eléctrico esta vez de corriente alterna, tanto en el caso del motor de corriente continua como en el de corriente alterna se aprovechan los agujeros destinados a la manivela para incorporar el nuevo artefacto, el mismo concepto es aplicable a otras marcas ya que incorporan los agujeros necesarios para la adaptación de la manivela que pueden ser aprovechados para incorporar el motor.

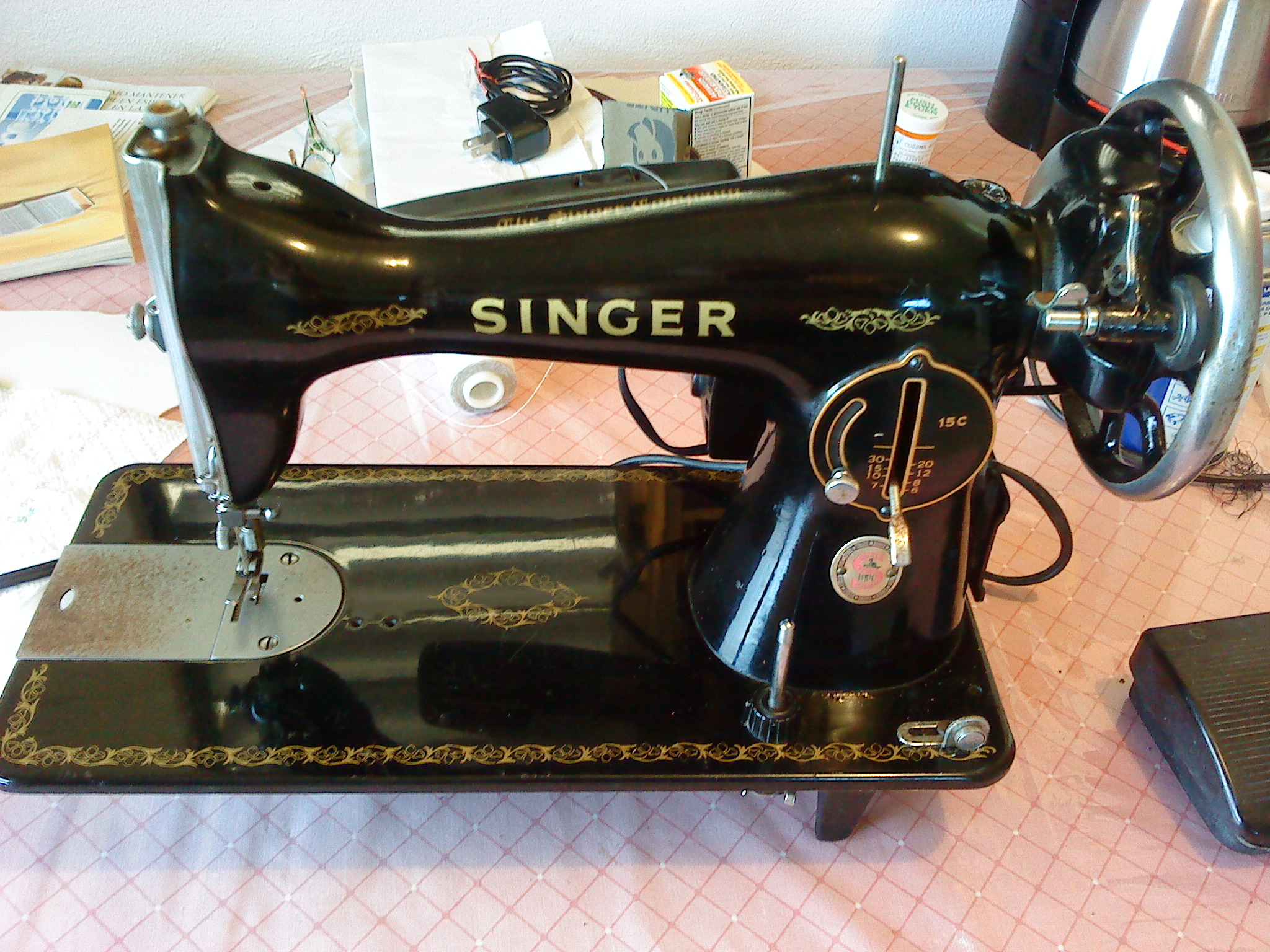
Ejemplo del modelo distribuido por Singer conocido como "negrita.

Así mismo en 1952 Singer presenta el modelo 206, el primero capaz en alternar entre puntadas rectas y zigzag, popularizando la nueva puntada.

A lo largo de los años Singer ha producido distintos modelos mecánicos a los que es posible adaptar un motor eléctrico, sin embargo fueron diseñadas inicialmente como máquinas enteramente mecánicas, tal es el caso de las Singer 270 y el modelo 979.

### Máquinas electro-mecánicas

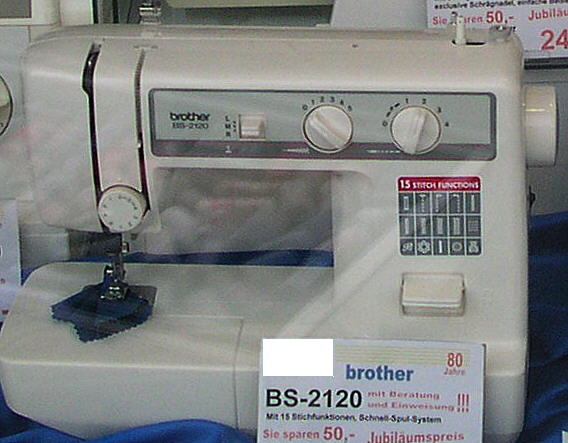
Ejemplo de una máquina de coser electro-mecánica de la marca Brother modelo BS 2120

Las máquinas electro-mecánicas difieren en varios aspectos de las mecánicas las primeras características que saltan a la vista son sus carcasas generalmente construidas en plástico o una combinación de metal y plástico, no son tan confiables como las anteriores, sin embargo son las más populares hoy en día en el mercado doméstico, otras características importantes que la diferencian de las anteriores son: Su capacidad de realizar multipuntadas las cuales pueden variar por decenas, y el motor integrado en el interior del equipo.
Otra importante diferencia entre ambos conceptos es que las máquinas mecánicas fueron concebidas desde sus inicios para la fabricación de ropa y distintas labores de costura sirviendo perfectamente en la producción industrial, mientras que las máquinas electromecánicas se enfocan más a las pequeñas creaciones, y arreglos donde sus multi-puntadas son útiles.
Las máquinas de costura dedicadas al sector industrial  guardan mucha similitud con las máquinas mecánicas antes mencionadas sin embargo mejoran sus capacidades como: velocidad, largo de puntada, y tipo de transporte, más suelen incluir un tipo único de puntada, la más popular es la puntada recta salvo en el caso de las collarets y remalladoras u overlocks.
Para el mercado doméstico también se producen máquinas de tipo collaret y overlock.
Podemos clasificarlas según su uso de la siguiente manera:
- Máquina plana o recta
- Máquina plana o recta de 2 agujas
- Máquina plana  o recta de poste
- Máquina plana o recta de  cañón
- Máquinas Zig Zag industriales
- Overlock
- Collaret
- Presilladora
- Pretinadora
- Ojaladora
- Cerradora de codo o cañón
- Ribeteadora
- Cerradora de colchones
- Punteadora